# فیلیپ پریور
فیلیپ پریور (انگلیسی: Philippe Prieur؛ زادهٔ ۲ مارس ۱۹۶۰) بازیکن فوتبال اهل فرانسه است.
از باشگاه‌هایی که در آن بازی کرده‌است می‌توان به باشگاه فوتبال پاریس، باشگاه فوتبال کان، باشگاه فوتبال لو آور، و باشگاه فوتبال والنسین اشاره کرد.